# The Blazing World

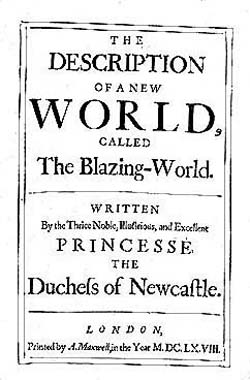
Titelseite von The Description of a New World, Called The Blazing-World, 1668

The Description of a New World, Called The Blazing-World, auch bekannt als The Blazing World (deutsch Die gleißende Welt), ist ein 1666/1668 veröffentlichtes Prosawerk der Autorin Margaret Cavendish, der Duchess of Newcastle, das als Text der utopischen Literatur oder als Vorläufer der Science-Fiction angesehen wird. Der Text wurde zusammen mit den Observations upon Experimental Philosophy derselben Autorin veröffentlicht, sozusagen als fantasievolle Ergänzung zu einem „ernsthaften“ Werk.

## Handlung
Eine junge, schöne Frau wird von einem chancenlosen Verehrer mit einem Boot entführt. Ein Sturm treibt das Boot zum Nordpol ab, wo der Verehrer und die Besatzung erfrieren. Wegen ihrer Jugend überlebt die Frau und gelangt in eine andere Welt, die gleißende Welt, die mit der unseren über den Nordpol verbunden ist. Dort trifft sie auf allerlei vernunftbegabte, aufrecht gehende Wesen in Tiergestalt, die in Frieden miteinander leben und sie zum König über ihre Welt bringen, der sie zu seiner Königin macht.
Im Folgenden werden Wissen und Ansichten der verschiedenen Wesen beschrieben, die alle besondere Neigungen und Erkenntnismöglichkeiten haben; so können die „Vogelmenschen“ zu den Sternen fliegen und betätigen sich als Astronomen, während die „Wurmmenschen“ als Geologen das Innere der Erde erkunden. Oft werden unterschiedliche Antworten auf verschiedene Fragen vorgestellt, wobei die Königin immer einer den Vorzug gibt.
Um das Christentum in ihrem neuen Reich zu verbreiten, lässt sich die Königin von immateriellen Wesen, mit denen sie Fragen der Religion erörtert hat, den Geist der Duchess of Newcastle als Schreiberin aus deren (dritter) Welt in die Blazing World bringen. Die beiden Frauen freunden sich schnell an und besprechen viele Fragen miteinander. Doch eines Tages zeigt sich der Geist der Duchess traurig; sie möchte auch gerne Herrscherin über eine Welt sein und diese formen. Und obwohl es unendliche Welten innerhalb des Multiversums der Erzählung gibt, sind diese doch alle schon bewohnt. Also schlagen die immateriellen Wesen vor, die Duchess sollte eine eigene, abstrakte Welt in ihr selbst erstellen, über die sie ganz natürlich herrschen würde. Dies tun dann beide Frauen.
Im zweiten Teil des Texts erfährt die Königin, dass ihr Heimatland auf ihrer Heimatwelt von feindlichen Mächten angegriffen wird, und eilt ihm mit ihren Untertanen zu Hilfe.

## Bedeutung
Der Text wird als ein frühes Beispiel für die Science-Fiction angesehen, ist aber besonders darin interessant, dass er versucht, die Welt entsprechend dem Wissen der damaligen Zeit zu erklären; obwohl dabei viel argumentiert wird (was nicht unbedingt ein typisches Merkmal von Sci-Fi-Romanen ist) ist die Welterklärung aus der Sicht der Gegenwart doch recht fremd; insofern darf man den Text, aus der heutigen Sicht, als eine Art umgekehrten Zeitreiseroman lesen.
Zudem diskutiert Cavendish auch Probleme wie Macht, Religion und Geschlecht, und macht das Recht (und den Willen) der Frauen zur Teilhabe an der Gestaltung der Welt klar. Insofern ist es nicht nur ein Vorläufer klar feministischer Texte, sondern auch ein Beleg dafür, was für Frauen aus der gehobenen Gesellschaftsschicht im damaligen England durchaus möglich war. 
The Blazing World gilt als der einzige utopische Text einer Autorin aus dem 17. Jahrhundert.

## Einfluss
Die Blazing World ist der Herkunftsort eines der Charaktere aus Alan Moores The League of Extraordinary Gentlemen.
Siri Hustvedts Roman aus dem Jahr 2014 trägt nicht nur denselben Titel; die in der männlich dominierten Kunstszene New Yorks um Anerkennung kämpfende Protagonistin des Romans nennt Margaret Cavendish zudem als wichtige Inspirationsquelle.
2023 wurde der Text am Theater und Orchester Heidelberg als Theaterstück adaptiert. Regie führte das Frankfurter Kollektiv F.Wiesel.

## Ausgaben
Originalausgabe:
- The Description of a New World, Called the Blazing-World. Printed by A. Maxwell, London 1668.

Deutsch:
- Die gleißende Welt. Übersetzt und mit einem Nachwort versehen von Virginia Richter. Scaneg Verlag, München 2001.